# Open data

Linking Open Data project in september 2007

Linked Open Data Cloud in september 2011

Open data is een term die wordt gebruikt om vrij beschikbare gegevens (data) aan te duiden. De voorwaarden waaronder deze gegevens beschikbaar zijn wordt beschreven in licenties en gebruiksvoorwaarden. Bij open data wordt er naar gestreefd om de beperkingen in hergebruik tot een minimum te beperken. Open standaarden en linked data zijn erop gericht de uitwisseling en het hergebruik van open data te vergroten.

## Definitie
De term 'open' in open data wordt vaak gedefinieerd volgens de Open Knowledge Definition. Data is open als iedereen er gratis gebruik van kan maken, deze kan hergebruiken en kan verspreiden zonder juridische, sociale of technologische beperkingen. Open data hanteert daarmee dezelfde definitie van 'open' als open kennis.
De Nederlandse overheid hanteert de volgende definitie voor open data van overheden:
- Compleet: alle openbare data en informatie
- Primair: brongegevens, niet geaggregeerd
- Tijdig: zo snel als kan, om nu te behouden
- Toegankelijk: voor iedereen, voor elk legaal gebruik, zonder (fin.) drempels
- Machine-leesbaar: voor geautomatiseerde verwerking
- Non-discriminatoir: zonder opgaaf v. reden, zonder registratie
- Open standaarden: zodat het format geen drempel is
- Open licentie: geen beperking o.b.v. auteurswet, databankenwet, of geheimhouding

Om bruikbaar te zijn wordt linked open data ter beschikking worden gesteld onder een open licentie, zonder naamsvermeldingseis. Bij open data van Nederlandse overheden wordt vergoeding voor (redelijke) transactiekosten toegestaan.

## Europese Unie
Het eerdere recht op inzage van documenten door burgers volgens het principe van de openbaarheid van bestuur is aangevuld met regelgeving rond het zogenoemde “hergebruik van overheidsinformatie”, oorspronkelijk geregeld met de Richtlijnen 2003/98/EG en 2013/37/EU, en herzien met de Richtlijn 2019/1024/EU. Met deze zogenoemde ‘PSI-richtlijn’ worden de lidstaten aangezet tot het openbaar maken van informatiemateriaal dat berust bij overheidsorganen in de lidstaten, zoals ministeries, agentschappen en gemeenten, evenals instellingen die door de overheid worden gefinancierd of gecontroleerd, bijvoorbeeld meteorologische instituten. De lidstaten moeten de richtlijn tegen juli 2021 omzetten in nationale wetgeving. Toch was informatie in milieuzaken eerder al publiek toegankelijk gemaakt met Richtlijn 2003/4/EG.
In Nederland is de PSI-richtlijn voornamelijk omgezet in de Wet Hergebruik van Overheidsinformatie.

## Toepassingen
Door het combineren van opengestelde data en publiceren via bijvoorbeeld een mobiele of web toepassing, kunnen deze gebruikt worden door burgers, instellingen en organisaties. Op deze manier geven open data waarde terug aan de samenleving. Er zijn vele voorbeelden van het hergebruik van Open Data. Deze data kunnen worden gebruikt om inzicht te bieden in de veiligheid van een bepaald gebied. Verschillende overheden en andere publieke instellingen hebben een register opgestart met verwijzingen naar open data.

### België
Voorbeelden van toepassingen in België zijn:
- Het beschikbaar maken van de federale verkiezingsresultaten van mei 2019
- De uurtabellen van de treinen

### Nederland
Voorbeelden van toepassingen in Nederland zijn:
- Nationale Dataportaal, een portaal dat onderhouden wordt door het Nederlandse Kennis- en Exploitatiecentrum Officiële Overheidspublicaties in opdracht van het ministerie van Binnenlandse Zaken en Koninkrijksrelaties
- Nationaal Georegister, portaal voor geo-informatie in Nederland, beheerd door PDOK
- Buienradar maakt gebruik van open data van het KNMI
- P2000-meldingen en aantallen aangiften
- Open ICEcat, productinformatie en gerelateerde statistieken

### Voorbeelden van open Data portalen
- data.overheid.nl (Nederland)
- Zoekmachine voor Nederlandse Open Data (Nederland)
- opendata.enschede.nl (Enschede, Nederland)
- Rotterdam Open Data Store (Rotterdam, Nederland)
- Regionaal Open Dataportaal Groningen
- Open Cultuur Data (Nederland)
- Rijksopenheid.nl (Nederland)
- Smart City App (Nederland)
- Open Data Forum (België)
- data.gov.be (België)

### Meer informatie
- (en)  Linked Open Data sterrenmodel van Tim Berners-Lee
- (en)  Linked Open Data project bij W3C (LOD)
- (en)  Linked Data home